# دهان‌بزرگ‌های دروغین
دهان‌بزرگ‌های دروغین (نام علمی: Pseudomegachasma) نام یک سرده از تیره کوسه شنی است.